# 後方支援連隊
後方支援連隊（こうほうしえんれんたい）は、陸上自衛隊の各師団に直隷する諸職種混成の後方支援部隊である。

## 概要
第1から第4、第6から第10後方支援連隊が、各旅団については、同様の編制を小型化した第5、第11から第15の後方支援隊（こうほうしえんたい）が編成されている。
師団各部隊に対する兵站および衛生・輸送支援を任務としている。連隊の編制は連隊本部・本部付隊・第1整備大隊・第2整備大隊・補給隊・輸送隊・衛生隊からなる。各師団・旅団に1個しかないことから、部隊名には師団・旅団番号を冠称している。連隊長には、1等陸佐（二）が充てられる。
かつては、各師団の後方支援職種部隊（武器隊、補給隊、輸送隊、衛生隊）は師団の直轄部隊としてそれぞれ編成されていたが、それら各部隊を統合して1981年（昭和56年）3月の第7後方支援連隊の新編を最初に逐次編成された。1996年（平成8年）3月に武器隊は武器大隊へ、さらに現在は、第1整備大隊・第2整備大隊へと改編されている。

## 部隊の一覧
後方支援連隊
- 第1後方支援連隊（練馬駐屯地）
- 第2後方支援連隊（旭川駐屯地）
- 第3後方支援連隊（千僧駐屯地）
- 第4後方支援連隊（福岡駐屯地）
- 第6後方支援連隊（神町駐屯地）
- 第7後方支援連隊（東千歳駐屯地）
- 第8後方支援連隊（北熊本駐屯地）
- 第9後方支援連隊（八戸駐屯地）
- 第10後方支援連隊（春日井駐屯地）

後方支援隊
- 第5後方支援隊（帯広駐屯地）
- 第11後方支援隊（真駒内駐屯地）
- 第12後方支援隊（相馬原駐屯地）
- 第13後方支援隊（海田市駐屯地）
- 第14後方支援隊（善通寺駐屯地）
- 第15後方支援隊（那覇駐屯地）

## 後方支援連隊の編制
- 後方支援連隊本部
- 後方支援連隊本部付隊
  - 付隊本部
  - 連隊本部勤務班
  - 通信小隊
- 第1整備大隊[注釈 2]
  - 第1整備大隊本部
  - 第1整備大隊本部付隊
    - 大隊本部勤務班
    - 通信班

  - 火器車両整備中隊
  - 施設整備隊
  - 通信電子整備隊
  - 工作回収小隊（第7後方支援連隊は隊編成。）
- 第2整備大隊
  - 第2整備大隊本部
  - 第2整備大隊本部付隊
    - 大隊本部勤務班
    - 通信班

  - 第1~3普通科直接支援中隊（第7後方支援連隊は1個中隊編成。）[注釈 3]
  - 即応機動直接支援中隊（即応機動連隊に対応する第2、第6および第8後方支援連隊のみ。）
  - 第1~3戦車直接支援中隊（第7後方支援連隊のみ。）[注釈 4]
  - 高射直接支援隊（第7後方支援連隊は中隊編成。）
  - 偵察戦闘直接支援隊（偵察戦闘大隊に対応する第1、第3、第4後方支援連隊のみ。）
  - 偵察直接支援小隊（第7後方支援連隊は中隊規模の隊編成。）
  - 対舟艇対戦車直接支援隊（第2、第8後方支援連隊のみ。）[注釈 5]
- 補給隊
  - 補給隊本部
  - 補給隊本部付隊
  - 補給小隊（補給物品の管理）
  - 業務小隊（補給物品の整備等担当）
- 輸送隊
  - 輸送隊本部
  - 第1~3輸送小隊（トレーラー小隊や人員輸送小隊等が編制）
  - 自動車教習所（人員は小隊規模）
- 衛生隊
  - 衛生隊本部
  - 衛生隊本部付隊
  - 治療中隊（一部の部隊は隊編成）
  - 救急車小隊

## 後方支援隊の編制
師団から旅団化に伴い人員規模が減少した経緯から、後方支援部隊も小型化され、師団後方支援連隊と違い限定的な支援に留まる。直接支援部隊に割り振られる人員が小隊規模となる点から各種整備業務は原則として高段階整備のみを担当している。第15後方支援隊は、整備中隊が1個のみ。水陸機動団後方支援大隊も衛生中隊を除き、旅団後方支援隊とほぼ同等の編成を取る。
- 後方支援隊本部
- 後方支援隊本部付隊
  - 付隊本部
  - 隊本部勤務班
  - 通信小隊
- 第1整備中隊
  - 中隊本部
  - 火器車両整備小隊[注釈 6]
  - 施設整備小隊[注釈 7]
  - 通信電子整備小隊[注釈 8]
  - 工作回収小隊
- 第2整備中隊
  - 中隊本部
  - 第1~3普通科直接支援小隊[注釈 9]
  - 高射直接支援小隊
  - 偵察直接支援小隊
  - 偵察戦闘直接支援隊（偵察戦闘大隊に対応する第12後方支援隊のみ。）
- 即応機動直接支援中隊（即応機動連隊に対応する第5、第11および第14後方支援隊のみ）
- 補給中隊[注釈 10]
  - 中隊本部班
  - 補給小隊（補給物品の管理）
  - 業務小隊（補給物品の整備等担当）
- 輸送隊
  - 隊本部班
  - 2個輸送小隊（トレーラー小隊および輸送小隊等が編制）
  - 自動車教習所（人員は班規模で構成）
- 衛生隊[注釈 11]
  - 隊本部班
  - 治療小隊
  - 救急車小隊

## 後方支援連隊本部付隊
後方支援連隊本部付隊（こうほうしえんれんたいつきたい）は、連隊本部の支援、連隊の通信に関する業務を担任する。

## 整備大隊
整備大隊（せいびだいたい）は、師団の各部隊における装備品・機器の回収や整備等を行う。各整備大隊は2等陸佐が指揮を執る。旅団後方支援隊は、師団後方支援連隊より小規模であり、各整備大隊は整備中隊となり、直接支援部隊は小隊規模となっている。
第1整備大隊（だいいちせいびだいたい）は、航空関係を除く師団全般整備支援を実施し、第2整備大隊への増援を行う。
主要装備品
- 重装輪回収車
- 化学重整備車
- 火砲修理車
- 施設工作車
- 通信修理車
- 重レッカ　等

第2整備大隊（だいにせいびだいたい）は戦闘部隊等（普通科部隊・特科部隊・高射特科部隊・戦車部隊・偵察部隊）に対する直接整備支援を行う。即応機動直接支援中隊は即応機動連隊への整備支援を行う。普通科・戦車・特科部隊への直接支援部隊は中隊規模、偵察部隊は偵察戦闘大隊へは中隊規模、偵察隊へは小隊規模の直接支援隊が編成されている。
主要装備品
- 戦車回収車・装軌車回収車
- 装輪装甲車
- 重レッカ
- 短SAM器材整備車
- 火砲修理車
- 武器電子修理車　等

武器大隊時の編制
後方支援連隊の武器大隊は、後に2個整備大隊へと改編され、全て廃止されている。武器大隊の2個整備大隊への改編時は、第1中隊を母体として第1整備大隊が新編、第2中隊の通信機材の整備を担任する小隊が通信大隊整備小隊と統合し通信電子整備隊に増強改編、施設機材の高段階整備を担当していた施設野整備班が施設大隊の整備小隊と統合し施設整備隊として増強改編しそれぞれ第1整備大隊に編入となるなど、機能がコンパクトにまとめられ、かつ増強された編制になっている。
- 武器大隊
  - 武器大隊本部
  - 武器大隊本部付隊
  - 第1武器中隊（火器・誘導武器・通信・施設機材等のC整備）
  - 第2武器中隊（車両整備、回収、師団直轄部隊の直接支援）

## 補給隊
補給隊（ほきゅうたい）は、水・燃料・糧食の補給等を担当している。洗濯や入浴支援も任務としている。

## 輸送隊
輸送隊（ゆそうたい）は、人員・装備・補給品の輸送等を行う。

## 衛生隊
衛生隊（えいせいたい）は、健康管理の支援、傷病者の治療や後方への輸送、衛生関連物資の補給等を行う。

## 廃止された部隊
- 1999年（平成11年）3月28日廃止
  - 第13後方支援連隊（海田市駐屯地）第13師団：第13師団の旅団改編に伴い第13後方支援隊に縮小改編。
- 2001年（平成13年）3月26日廃止
  - 第12後方支援連隊（相馬原駐屯地）第12師団：第12師団の旅団改編に伴い第12後方支援隊に縮小改編。
- 2004年（平成16年）3月28日廃止
  - 第5後方支援連隊（帯広駐屯地）第5師団：第5師団の旅団改編に伴い第5後方支援隊に縮小改編。
- 2008年（平成20年）3月25日廃止
  - 第11後方支援連隊（真駒内駐屯地）第11師団：第11師団の旅団改編に伴い第11後方支援隊に縮小改編。